# Deinypena lacista
Deinypena lacista là một loài bướm đêm trong họ Noctuidae.